# Reggenza di Subang
La Reggenza di Subang (in indonesiano Kabupaten Subang) è una reggenza (kabupaten) dell'Indonesia situata nella provincia di Giava Occidentale.